# Sakrarium
Sakrarium – termin architektoniczny o kilku podobnych znaczeniach:
- miejsce do przechowywania przedmiotów kultu, oraz wody używanej do ablucji liturgicznych, w formie skrzyni[1] lub kapliczki, w kościele lub w domu[2],
- zamykany dołek umiejscowiony w podłodze, dawniej za ołtarzem albo obok chrzcielnicy, później w zakrystii. Wlewa się do niego wodę z ablucji. Służy też do umieszczania resztek pobłogosławionego popiołu oraz olei świętych. Nazywany jest też studzienką kościelną[3],
- ozdobna nisza ścienna umieszczona w pobliżu ołtarza, w której aż do XIV wieku kapłani po Komunii św. obmywali ręce[1].